# キミアトラクション
「キミアトラクション」は、Hey! Say! JUMPの楽曲。15作目のシングルとして、2015年10月21日にジェイ・ストームから発売。

## 概要
- 前作「Chau＃/我 I Need You」から約6ヶ月ぶりのシングルとなる。

- 初回限定盤1・2、通常盤の3種での発売となり、それぞれ収録曲・ジャケット写真ともに異なる。

- 表題曲は、メンバーが出演しているコーセーコスメポート『ソフティモ』のCMソングであり、テレビ朝日系列『2017年世界体操競技選手権』のエンディングテーマにも起用された。

- また、通常盤に収録されているカップリング曲「Shall We?」は、メンバーが出演しているセブン-イレブン「セブンイレブンフェア」のCMソングである。

- 初回限定盤1には、表題曲のビデオクリップ+メイキング映像とカップリング曲「ChikuTaku」を収録。

- 初回限定盤2には、表題曲のビデオクリップ(Dance Ver.)+メイキング映像とカップリング曲「秋、晴れ。僕に風が吹いた。」を収録。

- 通常盤には、カップリング曲「NEW AGE」「Ignition」と、オリジナル・カラオケ4曲を収録。

## 封入特典

### 初回限定盤1
1. "キミアト"デコレーションステッカー

### 初回限定盤2
1. "キミアト"ネイルデコレーションシール

### 通常盤
※初回プレスのみ封入
1. "キミアト"ロゴステッカー

## チャート成績
Billboard JAPANシングル・チャート「Billboard JAPAN Hot 100」第1位　2015年11月2日付15作連続1位を獲得した。

## 収録曲

### CD

#### 通常盤
1. キミアトラクション [4:21]
作詞：MiNE・川口進、作曲：CHOKKAKU・川口進・Christofer Erixon・Joakim Bjornberg、編曲：CHOKKAKU
  - Hey! Say! JUMP出演 コーセーコスメポート『ソフティモ』CMソング
  - テレビ朝日系列『2017年世界体操競技選手権』エンディングテーマ
2. Shall We? [4:30]
作詞：miyakei、作曲：イワツボコーダイ・Kinboom、編曲：高橋哲也、ストリングスアレンジ：小林洋平
  - セブン-イレブン「セブンイレブンフェア」CMソング
3. NEW AGE [3:41]
作詞：KOMU、作曲・編曲：Anders Wigelius・Dejo
4. Ignition [3:52]
作詞：SHIROSE・Vandrythem、作曲：220・SHIROSE・Secret Weapon、編曲：220・SHIROSE
5. キミアトラクション（オリジナル・カラオケ）
6. Shall We?（オリジナル・カラオケ）
7. NEW AGE（オリジナル・カラオケ）
8. Ignition（オリジナル・カラオケ）

#### 初回限定盤1
1. キミアトラクション
2. ChikuTaku [4:59]
作詞・作曲：koma'n、編曲：船山基紀

#### 初回限定盤2
1. キミアトラクション
2. 秋、晴れ。僕に風が吹いた。 [5:30]
作詞・作曲：タハラノブヒロ、編曲：安部潤

### DVD

#### 初回限定盤1
1. 「キミアトラクション」Video Clip & Making

#### 初回限定盤2
1. 「キミアトラクション」Video Clip（Dance Ver.）& Making